# HD 218261
HD 218261，又名BD+19 5058，SAO 108402、HR 8792，是一颗恒星，视星等为6.3，位于銀經91.79，銀緯-36.54，其B1900.0坐标为赤經23h 1m 34s，赤緯+19° -36.54′ 13″。